# Atopsyche catherinae
Atopsyche catherinae är en nattsländeart som beskrevs av Harper och Turcotte 1985. Atopsyche catherinae ingår i släktet Atopsyche och familjen Hydrobiosidae. Inga underarter finns listade i Catalogue of Life.